# مقاطعة ليفينغستون (كنتاكي)
مقاطعة ليفينغستون (بالإنجليزية: Livingston County)‏ هي إحدى المقاطعات في ولاية كنتاكي في الولايات المتحدة الأمريكية.